# Сан-Кирико-Рапаро
Сан-Кирико-Рапаро (итал. San Chirico Raparo) — коммуна в Италии, располагается в регионе Базиликата, в провинции Потенца.
Население составляет 1219 человек (2008 г.), плотность населения составляет 16 чел./км². Занимает площадь 82 км². Почтовый индекс — 85030. Телефонный код — 0973.
Покровителями коммуны почитаются святые Кирик и Симфороза из Тиволи, празднование 15 и 18 июля.

## Демография
Динамика населения:

## Администрация коммуны
- Официальный сайт: http://www.comune.sanchiricoraparo.pz.it